# Aeroportul Mueda
Aeroportul Mueda (IATA: MUD, ICAO: FQMD) este un aeroport din Mozambic ce deservește zona Mueda. A fost numit după zona deservită.
Situat la o altitudine de 850 m, aeroportul dispune de o singură pistă.